# Tharandt
Tharandt este un oraș din landul Saxonia, Germania.